# Buizengat (Vlaardingen)
Het Buizengat in Vlaardingen is een restant van een spuikom die omstreeks 1610 werd aangelegd om de Oude Haven op diepte te houden. De naam dankt deze kom aan de buizen die hier 's winters werden opgelegd. Zo verstoorden deze schepen het spuien van de haven niet.
De Oude Haven zelf is ontstaan uit een natuurlijke waterloop (vloedkreek en waterloop komend uit aangrenzend veengebied) welke ten noordoosten van het oude Vlaardingen ontsprong en met een grote bocht zuidwaarts in de Maas uitmondde. Deze waterloop is vanouds bekend als de Vlaarding en verenigde in zijn benedenloop enkele andere veenlopen, zoals de Hooilede, in zich. Deze waterlopen zijn zo goed als geheel verdwenen onder ophogingen bij latere stadsuitbreidingen.
Met een bocht via het huidige Plein Emaus kwam de Vlaarding uit in het Buizengat. hier lag de grens tussen Vlaardingen en Vlaardingerambacht.
Het Buizengat ligt tussen de Kortedijk, de Westlandseweg en de Hoflaan. Globaal gezegd is het dat deel van de haven dat tussen de Vlaardinger Driesluizen en de korenmolen ligt.
Aan het begin van de 21e eeuw is men begonnen met het bouwen van woningen rond het Buizengat. De oevers zijn daarbij door middel van drie voetgangersbruggen met elkaar verbonden.